# Фрисон, Фредерик
Фредерик Фрисон  (нидерл. Frederik Frison; род. 28 июля 1992, Гел, провинция Антверпен,  Бельгия ) — бельгийский профессиональный  шоссейный велогонщик, выступающий за команду мирового тура «Lotto Soudal».

## Достижения
2010
2-й - Кюрне — Брюссель — Кюрне (юниоры)
2012
2-й - Чемпионат Бельгии — индивидуальная гонка (U-23)
2013
2-й - Чемпионат Бельгии — индивидуальная гонка (U-23)
3-й - Чемпионат Бельгии — групповая гонка (U-23)
7-й - Chrono Champenois
2014
8-й - Chrono Champenois
9-й - Чемпионат мира — индивидуальная гонка (U-23)
2015
9-й - Тур Олимпии — ГК
9-й - Мемориал Филиппа Ван Конинкслоо
10-й - Тур дю Луар-э-Шер — ГК
2017
7-й - Ле-Самен
| ГК | Генеральная классификация |